# النائم القاتم
النائم القاتم (بالإنجليزية: Grim Sleeper) هو الاسم المستعار للقاتل المتسلسل «لوني دافيد فرانكلين الابن»، وهو مسؤول عن عشرة جرائم قتل على الأقل ومحاولة قتل واحدة في لوس أنجلوس، كاليفورنيا. وقد أطلق على المهاجم اسم «النائم القاتم» لأنه بدأ وكأنه أخذ استراحة لمدة 14 سنة من جرائمه من 1988 إلى 2002. في يوليو 2010 ألقي القبض على فرانكلين كمشتبه به، وفي فبراير 2016 بدات المحاكمة بعد العديد من التأجيلات.وفي 5 مايو 2016 أدانته هيئة المحلفين بقتل تسع نساء وفتاة مراهقة واحدة. وفي 6 يونيو 2016 أوصت هيئة المحلفين بعقوبة الاعدام وفي أغسطس 2016 حكمت عليه محكمة لوس انجلوس العليا بالإعدام لكل من الضحايا العشرة المذكورين في الحكم.